# Colleret
Colleret és un municipi francès, situat a la regió dels Alts de França, al departament del Nord. L'any 2006 tenia 1.639 habitants.

## Demografia
| 1962                                       | 1968  | 1975  | 1982  | 1990  | 1999  |
| ------------------------------------------ | ----- | ----- | ----- | ----- | ----- |
| 1.602                                      | 1.606 | 1.665 | 1.627 | 1.721 | 1.649 |
| Des de 1962: població sense dobles comptes |       |       |       |       |       |

## Administració
| Període | Identitat          | Partit |
| ------- | ------------------ | ------ |
| 2001-   | Bernadette Lejuste |        |